# Associazione Calcio Ancona 2007-2008
Questa pagina raccoglie le informazioni riguardanti l'Associazione Calcio Ancona nelle competizioni ufficiali della stagione 2007-2008.

## Stagione
Nella stagione 2007-2008 l'Ancona disputa il girone B del campionato di Serie C1.
La squadra conquista 57 punti, piazzandosi in seconda posizione alle spalle della Salernitana, che sale direttamente in Serie B. La formazione marchigiana deve invece disputare i play-off: in semifinale supera il Perugia, in finale ha la meglio sul Taranto, ritorna così in Serie B.
L'Ancona che era stato costretto nell'estate del 2004, per problemi di natura economica, a ripartire dalla Serie C2, in quattro stagioni risale così nel campionato cadetto. La squadra dorica, allenata da Francesco Monaco, disputa un campionato di vertice, costantemente nelle prime posizioni. Trova nel toscano Salvatore Mastronunzio, autore di 15 reti, il finalizzatore delle sue trame di gioco.
Nella Coppa Italia di Serie C la squadra biancorossa disputa il girone M di qualificazione, che ha promosso il San Marino.

## Rosa
| N. |                    | Ruolo | Calciatore               |
| -- | ------------------ | ----- | ------------------------ |
|    | Italia (bandiera)  | A     | Thomas Albanese          |
|    | Italia (bandiera)  | C     | Giuseppe Anaclerio       |
|    | Brasile (bandiera) | C     | Anderson Luiz Schveitzer |
|    | Italia (bandiera)  | D     | Ivano Baldanzeddu        |
|    | Italia (bandiera)  | P     | Luca Brignoli            |
|    | Italia (bandiera)  | C     | Cristiano Camillucci     |
|    | Italia (bandiera)  | C     | Davide Caremi            |
|    | Italia (bandiera)  | C     | Umberto Cazzola          |
|    | Italia (bandiera)  | C     | Yuri Croceri             |
|    | Italia (bandiera)  | A     | Claudio De Sousa         |
|    | Italia (bandiera)  | D     | Fabio Di Fausto          |
|    | Italia (bandiera)  | D     | Stefano Fanucci          |
|    | Italia (bandiera)  | C     | Jimmy Fialdini           |

| N. |                   | Ruolo | Calciatore              |
| -- | ----------------- | ----- | ----------------------- |
|    | Italia (bandiera) | D     | Alberto Galuppo         |
|    | Italia (bandiera) | P     | Enrico Guarna           |
|    | Italia (bandiera) | D     | Luca Lacrimini          |
|    | Italia (bandiera) | D     | Giovanni Langella       |
|    | Italia (bandiera) | D     | Mattia Giovanni Masiero |
|    | Italia (bandiera) | A     | Salvatore Mastronunzio  |
|    | Italia (bandiera) | C     | Crocefisso Miglietta    |
|    | Italia (bandiera) | A     | Maurizio Nassi          |
|    | Italia (bandiera) | D     | Stefano Olivieri        |
|    | Italia (bandiera) | C     | Ivan Piccoli            |
|    | Italia (bandiera) | C     | Simone Rizzato          |
|    | Italia (bandiera) | C     | Pasquale Schiattarella  |
|    | Italia (bandiera) | A     | Andrea Staffolani       |

## Risultati

### Campionato

#### Girone di andata
| Arbitro: | Santonocito (Abbiategrasso) |

|                   |           |  |
| Miglietta 6’, 25’ | Marcatori |  |

| Arbitro: | Palazzino (Ciampino) |

|                        |           |             |
| La Fortezza 44’ (rig.) | Marcatori | 89’ Rizzato |

| Arbitro: | Peruzzo (Schio) |

|                       |           |  |
| Mastronunzio 10’, 66’ | Marcatori |  |

| Lanciano 16 settembre 2007 4ª giornata | Lanciano | 0 – 0 | Ancona | Stadio Guido Biondi |

| Arbitro: | Passeri (Gubbio) |

|                           |           |           |
| Mastronunzio 8’ Nassi 87’ | Marcatori | 44’ Pippi |

| Arbitro: | Marrocco (Pisa) |

|              |           |                                       |
| Sansovini 1’ | Marcatori | 47’ Caremi 59’ De Sousa 77’ Miglietta |

| Arbitro: | Vivenzi (Brescia) |

|                                           |           |                     |
| Mastronunzio 9’ (rig.) Rizzato 68’ (rig.) | Marcatori | 21’ (rig.) Favasuli |

| Arbitro: | Tozzi (Lido di Ostia) |

|  |           |                  |
|  | Marcatori | 47’ Mastronunzio |

| Ancona 21 ottobre 2007 9ª giornata                                                              | Ancona    | 2 – 2                               | Gallipoli | Stadio del Conero |
| \| \| \| \| \| De Sousa 16’ Mastronunzio \| Marcatori \| 7’ (rig.) F. Di Gennaro 48’ Horvath \| |           |                                     |           |                   |
|                                                                                                 |           |                                     |           |                   |
| De Sousa 16’ Mastronunzio                                                                       | Marcatori | 7’ (rig.) F. Di Gennaro 48’ Horvath |           |                   |

| Arbitro: | La Rocca (Ercolano) |

|                               |           |  |
| De Sousa 21’ Mastronunzio 47’ | Marcatori |  |

| Arbitro: | Candussio (Cervignano del Friuli) |

|                                  |           |               |
| Ghellaz 27’ (rig.) Pederzoli 41’ | Marcatori | 69’ Lacrimini |

| Arbitro: | Calvarese (Teramo) |

|                           |           |  |
| Miglietta 47’ Nassi 90+3’ | Marcatori |  |

| Arbitro: | Baracani (Firenze) |

|               |           |  |
| Di Napoli 53’ | Marcatori |  |

| [[Ancona]] 18 novembre 2007 14ª giornata | Ancona                       | 0 – 0 | Arezzo | Stadio del Conero\| Arbitro: \| Del Giovane (Albano Laziale) \| |
| Arbitro:                                 | Del Giovane (Albano Laziale) |       |        |                                                                 |

| Arbitro: | Giancola (Vasto) |

|                           |           |  |
| Femiano 2’ Bellazzini 42’ | Marcatori |  |

| Ancona 3 dicembre 2007 16ª giornata                        | Ancona    | 1 – 1       | Sambenedettese | Stadio del Conero |
| \| \| \| \| \| Anderson 32’ \| Marcatori \| 81’ Curiale \| |           |             |                |                   |
|                                                            |           |             |                |                   |
| Anderson 32’                                               | Marcatori | 81’ Curiale |                |                   |

| Arbitro: | Zanichelli (Genova) |

|             |           |  |
| Dionigi 73’ | Marcatori |  |

#### Girone di ritorno
| Castellammare di Stabia 16 dicembre 2007 18ª giornata | Juve Stabia | 1 – 0 | Ancona | Stadio Romeo Menti |
| \| \| \| \| \| Di Berardino 31’ \| Marcatori \| \|    |             |       |        |                    |
|                                                       |             |       |        |                    |
| Di Berardino 31’                                      | Marcatori   |       |        |                    |

| Arbitro: | Valentini (Città di Castello) |

|                              |           |  |
| Schiattarella 7’ Nassi 90+3’ | Marcatori |  |

| Arbitro: | Gallione (Alessandria) |

|               |           |                |
| Bertolini 71’ | Marcatori | 69’ U. Cazzola |

| Ancona 21 gennaio 2008 21ª giornata | Ancona          | 0 – 0 | Virtus Lanciano | Stadio del Conero\| Arbitro: \| Peruzzo (Schio) \| |
| Arbitro:                            | Peruzzo (Schio) |       |                 |                                                    |

| Massa 3 febbraio 2008 22ª giornata                              | Massese   | 1 – 1            | Ancona | Stadio degli Oliveti |
| \| \| \| \| \| D. Falco 80’ \| Marcatori \| 45’ Mastronunzio \| |           |                  |        |                      |
|                                                                 |           |                  |        |                      |
| D. Falco 80’                                                    | Marcatori | 45’ Mastronunzio |        |                      |

| Arbitro: | Colasanti (Grosseto) |

|                  |           |                               |
| Mastronunzio 87’ | Marcatori | 7’ M. Cardinale 10’ Sansovini |

| Arbitro: | Pecorelli (Arezzo) |

|  |           |                                     |
|  | Marcatori | 6’ Nassi 38’ U. Cazzola 51’ Piccoli |

| Arbitro: | Gambini (Roma) |

|             |           |  |
| Piccoli 32’ | Marcatori |  |

| Gallipoli 10 marzo 2008 26ª giornata | Gallipoli             | 0 – 0 | Ancona | Stadio Antonio Bianco\| Arbitro: \| Tozzi (Lido di Ostia) \| |
| Arbitro:                             | Tozzi (Lido di Ostia) |       |        |                                                              |

| Arbitro: | Donati (Ravenna) |

|  |           |                       |
|  | Marcatori | 44’, 85’ Mastronunzio |

| Arbitro: | Calvarese (Teramo) |

|                  |           |              |
| Piccoli 22’, 53’ | Marcatori | 47’ L. Rossi |

| Arbitro: | Zanichelli (Genova) |

|                         |           |                  |
| Mazzeo 17’ Ercolano 58’ | Marcatori | 50’ Mastronunzio |

| Arbitro: | Tozzi (Lido di Ostia) |

|                                   |           |                          |
| Mastronunzio 36’ (rig.) Nassi 54’ | Marcatori | 9’ Ciarcià 14’ Di Napoli |

| Arbitro: | Peruzzo (Schio) |

|  |           |                                     |
|  | Marcatori | 60’ Piccoli 64’ (rig.) Mastronunzio |

| Arbitro: | Viti (Campobasso) |

|                  |           |           |
| Mastronunzio 54’ | Marcatori | 78’ Motta |

| San Benedetto del Tronto 27 aprile 2008 33ª giornata | Sambenedettese                    | 0 – 0 | Ancona | Stadio Riviera delle Palme\| Arbitro: \| Candussio (Cervignano del Friuli) \| |
| Arbitro:                                             | Candussio (Cervignano del Friuli) |       |        |                                                                               |

| Arbitro: | Donati (Ravenna) |

|                                         |           |                                |
| U. Cazzola 3’ Fialdini 63’ Albanese 84’ | Marcatori | 21’ Plasmati 25’ (rig.) Cutolo |

### Play-off
| Arbitro: | Baracani (Firenze) |

|                                |           |                  |
| Ercolano 17’ Mazzeo 45+2’, 48’ | Marcatori | 83’ Mastronunzio |

| Arbitro: | Vuoto (Livorno) |

|                                 |           |  |
| Mastronunzio 15’ U. Cazzola 74’ | Marcatori |  |

| Taranto 1º giugno 2008, ore 15:00 UTC+1 Finale Andata | Taranto            | 0 – 0 | Ancona | Stadio Erasmo Iacovone\| Arbitro: \| Calvarese (Teramo) \| |
| Arbitro:                                              | Calvarese (Teramo) |       |        |                                                            |

| Arbitro: | Peruzzo (Schio) |

|                              |           |              |
| Mastronunzio 9’ Fialdini 77’ | Marcatori | 85’ Plasmati |